# البرصان والعرجان والعميان والحولان
البرصان والعرجان والعميان والحولان هو كتاب ألفه الجاحظ يتحدث فيه عن ذوي العاهات من البرصان والعرجان والعميان والحولان من الأعلام والأشراف والمشاهير والشعراء في المجتمع العربي آنذاك.
والكتاب من نوادر كتب الجاحظ، حيث أفرد فيه الحديث عن ذوي العاهات من أشراف العرب ومشاهيرهم، وهو رد على الهيثم بن عدي لأنه صنع كتاباً في مثالب الأشراف من ذوي العاهات.

## التحقيق والنشر
طبع الكتاب بتحقيق عبد السلام هارون الذي شرح كثيرا من مفرداته وذكر سير كثير من الأعلام الذين ذكرهم الجاحظ في الكتاب وقد صنع له فهارس للآيات والأحاديث والأشعار والأعلام وغيرها. ونشرته دار الجيل عام 1990م.